# Ozzmosis
Ozzmosis — седьмой студийный альбом британского рок-музыканта Оззи Осборна, был выпущен 24 октября 1995 года. По итогам продаж в США 1 апреля 1999 года альбом получил статус дважды платинового.
После записи предыдущего альбома No More Tears (1991), в составе группы произошли изменения — вместо басиста Майка Айнеза и барабанщика Рэнди Кастилльо для записи были привлечены, соответственно, Гизер Батлер и Дин Кастроново. В качестве сессионного клавишника выступил Рик Уэйкман.

## Список композиций
| №                   | Название                    | Автор(ы)                                 | Длительность              |
| ------------------- | --------------------------- | ---------------------------------------- | ------------------------- |
| 1.                  | «Perry Mason»               | О.Осборн, З.Уайлд, Д.Вэлланс, Д. Пёрделл | 5:53                      |
| 2.                  | «I Just Want You»           | О.Осборн, З.Уайлд                        | 4:56                      |
| 3.                  | «Ghost Behind My Eyes»      | О.Осборн, М. Хадсон, С.Дадес             | 5:11                      |
| 4.                  | «Thunder Underground»       | О.Осборн, З.Уайлд, Г.Батлер              | 6:29                      |
| 5.                  | «See You on the Other Side» | О.Осборн, З.Уайлд, Л.Килмистер           | 6:10                      |
| 6.                  | «Tomorrow»                  | О.Осборн, З.Уайлд, Д. Пёрделл, Д.Бэрон   | 6:36                      |
| 7.                  | «Denial»                    | О.Осборн, М. Хадсон, С.Дадес             | 5:12                      |
| 8.                  | «My Little Man»             | О.Осборн, С.Вай                          | 4:52                      |
| 9.                  | «My Jekyll Doesn't Hide»    | О.Осборн, З.Уайлд, Г.Батлер              | 6:34                      |
| 10.                 | «Old LA Tonight»            | О.Осборн, З.Уайлд, Д. Пёрделл            | 4:48                      |
| Общая длительность: | Общая длительность:         | Общая длительность:                      | Общая длительность: 56:47 |

## Участники записи
- Оззи Осборн — вокал
- Закк Уайлд — гитара
- Гизер Батлер — бас-гитара
- Дин Кастроново — ударные
- Рик Уэйкман — клавишные
- Михаел Бейнхорн — клавишные, продюсирование